# Ilhas Columbretes
As Ilhas Columbretes constituem um pequeno arquipélago de pequenas ilhas vulcânicas, situadas em frente à Costa Azahar, mais concretamente em frente ao município de Oropesa del Mar. Estas ilhas são visíveis a partir de Benicassim, desde o cume do Monte Bartolo, em dias claros.